# Leopold August Abel
Leopold August Abel (Zerbst, 1714 – Ludwigslust, 25 agosto 1794) è stato un pittore e violinista tedesco, membro della famiglia Abel.

## Biografia
Fratello dei pittori Ernst Heinrich Abel e Ernst August Abel, e del violinista Karl Friedrich Abel, fu dapprima pittore, avendo lavorato alla manifattura reale di porcellane di Berlino, per poi darsi all'attività musicale: come violinista fu attivo a Schwerin.
Sposatosi con Benigna Charlotte Retzeln, ebbe quattro figli, tutti musicisti o pittori: Wilhelm Anton Christian Carl Abel, Wilhelm August Christian Abel, August Christian Andreas Abel (il quale gli diede altri discendenti noti) e Friedrich Ludwig Aemilius Abel.